# Tỉnh ủy Đồng Nai
Tỉnh ủy Đồng Nai hay còn được gọi Ban Chấp hành Đảng bộ tỉnh Đồng Nai. Tỉnh ủy Đồng Nai là cơ quan lãnh đạo cao nhất của Đảng bộ tỉnh Đồng Nai giữa hai kỳ đại hội đại biểu Đảng bộ tỉnh, do Đại hội Đại biểu Đảng bộ tỉnh bầu.
Tỉnh ủy Đồng Nai có chức năng thi hành nghị quyết, quyết định của Đại hội Đại biểu Đảng bộ tỉnh Đồng Nai, Ban Chấp hành Trung ương Đảng, Ban Bí thư và Bộ Chính trị.
Ngày 18 tháng 6 năm 2025, Bộ Chính trị ban hành Quyết định số 322-QĐ/TW thành lập Đảng bộ tỉnh Đồng Nai trực thuộc Ban Chấp hành Trung ương Đảng, trên cơ sở hợp nhất Đảng bộ tỉnh Đồng Nai và tỉnh Bình Phước kể từ ngày 1 tháng 7 năm 2025.
Đứng đầu Tỉnh ủy là Bí thư Tỉnh ủy và thường là ủy viên Ban chấp hành Trung ương Đảng. Bí thư hiện tại là Vũ Hồng Văn.

## Ban Thường vụ Tỉnh ủy (2020 - 2025)
Ngày 30 tháng 6 năm 2025, tại lễ công bố thành lập tỉnh Đồng Nai mới, theo đó Ban Chấp hành Đảng bộ tỉnh Đồng Nai mới có 66 người, Ban Thường vụ Đảng bộ tỉnh có 15 người.
1. Vũ Hồng Văn, Bí thư Tỉnh ủy, Trưởng Đoàn đại biểu Quốc hội khóa XV tỉnh Đồng Nai.
2. Tôn Ngọc Hạnh, Ủy viên dự khuyết Trung ương Đảng, Phó Bí thư thường trực Tỉnh ủy, Chủ tịch HĐND tỉnh.
3. Võ Tấn Đức, Phó Bí thư Tỉnh ủy, Chủ tịch UBND tỉnh.
4. Huỳnh Thị Hằng, Phó Bí thư Tỉnh ủy, Chủ tịch Ủy ban Mặt trận Tổ quốc Việt Nam tỉnh.
5. Thái Bảo, Phó Bí thư Tỉnh ủy, Trưởng ban Tổ chức Tỉnh ủy
6. Đại tá Võ Thành Danh, Chỉ huy trưởng Bộ chỉ huy Quân sự tỉnh.
7. Hà Anh Dũng, Phó Chủ tịch thường trực Ủy ban Mặt trận Tổ quốc Việt Nam tỉnh.
8. Dương Minh Dũng, Bí thư xã Long Thành.
9. Thiếu tướng Nguyễn Đức Hải, Giám đốc Công an tỉnh
10. Giang Thị Phương Hạnh, Bí thư phường Bình Phước.
11. Nguyễn Minh Hợi, Trưởng ban Nội chính Tỉnh ủy.
12. Hồ Văn Nam, Bí thư phường Trấn Biên.
13. Đặng Minh Nguyệt, Bí thư phường Long Khánh.
14. Trần Trung Nhân, Chủ nhiệm Ủy ban Kiểm tra Tỉnh ủy.
15. Lê Trường Sơn, Phó Chủ tịch UBND tỉnh.